# Rein Miller
Rein Miller (* 2. August 1938 in Tallinn; † 10. April 2017 ebenda) war ein estnischer Finanzexperte, Politiker und Sportfunktionär.

## Finanzwesen und Politik
Rein Miller schloss 1957 die Schule im nordost-estnischen Kiviõli ab. Bis 1962 studierte er an der Wirtschaftswissenschaftlichen Fakultät der Staatlichen Universität Tartu Finanz- und Kreditwesen.
1962/63 arbeitete Miller zunächst in der Finanzabteilung der Stadt Tallinn. Von 1963 bis 1966 war er in leitender Funktion im Finanzwesen eines Tallinner Stadtbezirks beschäftigt. Von 1966 bis 1990 hatte Miller Führungspositionen im Finanzministerium der Estnischen SSR inne.
Im Zuge der Loslösung Estlands von der Sowjetunion und der Wiederherstellung der estnischen Unabhängigkeit war Miller vom 7. Mai 1990 bis zum 29. Januar 1992 Finanzminister der Republik Estland in der Regierung von Ministerpräsident Edgar Savisaar. Dasselbe Amt hatte er vom 30. Januar bis zum 21. Oktober 1992 in der Nachfolgeregierung unter Ministerpräsident Tiit Vähi inne.
Nach seinem Ausscheiden aus dem Kabinett war Miller in der estnischen Privatwirtschaft tätig, unter anderem von 1992 bis 2008 als Leiter der Finanzkontrolle des estnischen Sicherheitsunternehmens Falck Baltic.

## Sport
Daneben war Miller als begeisterter Eishockey-Spieler und Sportfunktionär bekannt. Von 1976 bis 1999 war er Präsident der estnischen Eishockey-Föderation.
Millers Tochter ist die estnischen Tennis-Trainerin Ülle Milk. Seine Enkelin ist die estnischen Tennis-Spielerin Anett Kontaveit (* 1995).